# Diga del Sambuco
La diga del Sambuco è una diga ad arco situata in Svizzera, nel Canton Ticino, nel comune di Lavizzara.

## Descrizione
Inaugurata nel 1956, ha un'altezza di 130 metri che ne fa la terza più alta del Canton Ticino, il coronamento è lungo 363 metri. Il volume della diga è di 775.000 metri cubi.
Il lago creato dallo sbarramento, il lago del Sambuco, ha un volume massimo di 63 milioni di metri cubi, una lunghezza di 3 km e un'altitudine massima di 1461 m s.l.m. Lo sfioratore ha una capacità di 139 metri cubi al secondo.
Le acque del lago vengono sfruttate dalle Officine idroelettriche della Maggia (OFIMA).

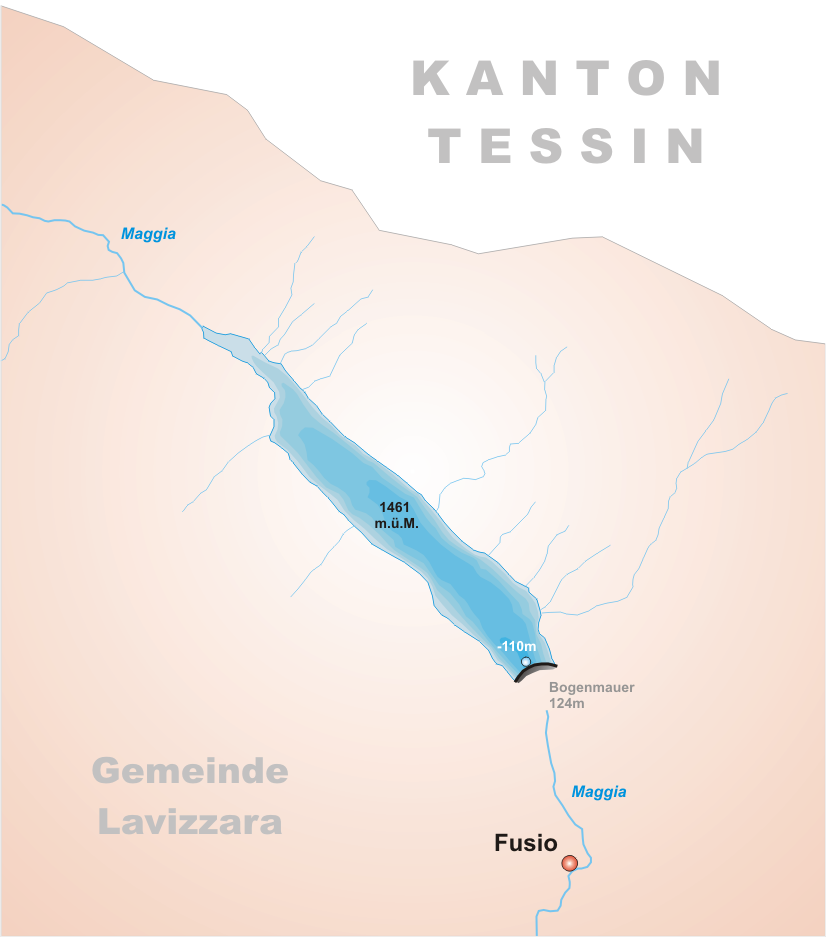
Mappa del lago